# Wetmore Peak
Der Wetmore Peak ist ein 2120 m hoher Berg im ostantarktischen Viktorialand. In den Admiralitätsbergen ragt er 10 km ostnordöstlich des Mount Bierle im nördlichen Teil der Lyttelton Range auf.
Der United States Geological Survey kartierte ihn anhand eigener Vermessungen und Luftaufnahmen der United States Navy aus den Jahren von 1960 bis 1963. Das Advisory Committee on Antarctic Names benannte ihn 1970 nach dem US-amerikanischen Biologen Cliff Wetmore, der im Rahmen des United States Antarctic Research Program zwischen 1963 und 1964 auf der Hallett-Station tätig war.